# Яманака, Рюя
Рюя Яманака (яп. 山中竜也; род. 11 апреля 1995) — японский боксёр-профессионал, выступающий в минимальной весовой категории. Чемпион по версии Восточной и Тихоокеанской федерации бокса (2016), чемпион мира в минимальном весе по версии Всемирной боксёрской организации (2017—2018).

## Карьера
Рюя Яманака дебютировал на профессиональном 22 июня 2012 года, победив по очкам Кадзуки Коандзи. 21 апреля 2013 года был нокаутирован Кэнтой Симидзу и потерпел первое поражение в карьере, а 22 августа 2014 года проиграл раздельным решением судей филиппинцу Роке Лауро. 11 ноября 2016 года победил единогласным судейским решением филиппинского спортсмена Мерлито Сабильо завоевал вакантный титул чемпиона по версии Восточной и Тихоокеанской федерации бокса.
27 августа 2017 года победил судейским решением своего соотечественника Тацую Фукухару и выиграл титул чемпиона мира в минимальном весе по версии WBO. 18 марта 2018 года успешно защитил титул в поединке с мексиканцем Мойзесом Каллеросом. 13 июля 2018 года проиграл свой чемпионский титул филиппинцу Вику Салудару.